# 사촌천 (울산)
사촌천은 울산광역시 울주군 삼동면 하잠리의 대곡저수지에서 발원하여 동류하다가 삼동면 중심지에서 둔기천의 지류인 보은천으로 흘러드는 강이다.